# Фечиле (Потенца)
Фечиле (итал. Fecile) је насеље у Италији у округу Потенца, региону Базиликата.
Према процени из 2011. у насељу је живело 28 становника. Насеље се налази на надморској висини од 944 м.